# 캐리와 슈퍼콜라
《캐리와 슈퍼콜라》는 2023년 1월 18일에 개봉한 대한민국의 애니메이션 영화 작품이다. 2022년에 제작되었으며, 한국 영화 영화 시장에 2023년에 개봉했지만, 영화진흥위원회 영화관입장권통합전산망에 2022년 제작 영화로 등록돼 있다. 캐리소프트의 캐릭터를 활용한 극장판 애니메이션이다.

## 제작진
- 감독 : 오성윤, 이춘백
- 각본 : 김본부
- 제작 : 한민우
- 주연 : 최정윤, 엄상현, 이다은, 정주원, 이창민, 원옥화, 한상태
- 편집 : 이건우, 임재희, 허준석
- 음악 : 장소영